# Benoît-Auguste Bertini
Benoît-Auguste Bertini, född den 5 juni 1780 i Lyon, död den 22 juni 1856 i London, var en fransk pianist och tonsättare. Han var bror till Henri Bertini.
Bertini, som var elev till Clementi, komponerade sonater för piano samt operan Le Prince d'occasion.